# Mount Tokoroa
Mount Tokoroa är ett berg i Antarktis. Det ligger i Östantarktis. Nya Zeeland gör anspråk på området. Toppen på Mount Tokoroa är 1 824 meter över havet, eller 67 meter över den omgivande terrängen. Bredden vid basen är 0,99 km.
Terrängen runt Mount Tokoroa är varierad. Trakten är obefolkad. Det finns inga samhällen i närheten.